# Nicolas-Étienne Framery
Nicolas-Étienne Framery, Rouen, 25 de marzo de 1745; París 26 de noviembre de 1810, fue un escritor, libretista de ópera, dramaturgo y compositor francés. Escribió para la Encyclopédie méthodique dos volúmenes dedicados a la música.
Como dramaturgo y crítico teatral hizo también aportes relevantes al teatro lírico francés. Escribió libretos para la nueva comedia italiana y además tradujo al francés operas italianas, introduciendo en la década de 1770 formas líricas italianas en el teatro francés. 
Como escritor y teórico de la música, además de su participación en la enciclopedia de Panckoucke, hizo contribuciones en el campo del periodismo. Fue columnista del Mercure de France y  editor del Journal de musique, la primera publicación periódica francesa dedicada a la música. En el debate intelectual de su época, adoptó una postura progresista y un enfoque en desacuerdo con la tradición y las teorías clásicas de la música.